# جورج هيرن
جورج هيرن (بالإنجليزية: George Hearn)‏ هو قسيس أسترالي، ولد في 17 نوفمبر 1935.